# 어사출두
《어사출두》는 KBS 2TV에서 1999년 5월 9일부터 1999년 10월 10일까지 박문수의 이야기를 그린 KBS 일요시트콤이다.
한편, 조선 후기 각종 비리를 척결하는 어사의 활약상을 통해 우리 사회를 풍자하겠다는 의도로 출발했으나 주제에 대한 이해와 전개방식에 대한 고민 부족 뿐 아니라 제작진이 풍자극이 주제에 대한 우회적 비유를 통해 재미와 교훈을 준다는 사실을 잊은 듯 했다는 지적이 있었다.
아울러, 출연진에 속했던 이영자가 이런저런 사정으로 1999년 6월 13일 방송분을 끝으로 빠진 뒤 시청률이 갈수록 떨어져 기대 이하의 성적에 그쳤다.

## 제작진
- 연출 이재우, 양기선
- 극본 고혜정 -> 정경화

## 출연진
- 안재모
- 정흥채
- 안정훈
- 우희진
- 강성연
- 김형자
- 이영자(중도하차)
- 송기윤
- 금보라
- 정성모
- 남성진
- 박경림
- 백찬기
- 남윤정
- 하대경
- 이시내
- 최지숙
- 김준희

## 방영 목록
제1화 만남
제2화 진검
제3화 신문고
제4화 무덤을 흔드는 손
제5화 작전
제6화 살쾡이
제7화 호곡성의 비밀
제8화 애절양
제9화 포목상 피살사건
제10화 장생교주
제11화 담보
제12화 독버섯
제13화 아기재판
제14화 새롭게 단장된 작은 영상(嶺箱)
제15화 장원급제는 누구인가
제16화 여인의 진실
제17화 문어발의 최후
제18화 꿈
제19화 일장춘몽
제20화 부마의 죽음
제21화 마님의 비밀

## 결방
- 1999년 7월 18일 - 특집 <개그콘서트 일요일 밤의 열기> 편성[4]
- 1999년 8월 8일 - 뉴스 특보 편성
- 1999년 9월 26일 - 추석특선영화 《데이라이트》 편성[5]

## 참고 사항
- 해당 프로그램 후속작으로 1999년 10월 24일 첫 회가 나간 오! 해피데이 출연진 중의 한 명[6]이었던 윤해영은 <어사출두> 출연진 중의 한 명인 우희진의 후임으로 1998년 9월 20일부터 MBC 사랑의 스튜디오를 진행한 바 있었다[7].